# 3D Baseball
3D Baseball — спортивный симулятор, разработанный и изданный Crystal Dynamics. Версия PlayStation была выпущена 31 октября 1996 года, а 30 ноября 1996 года вышла версия для Sega Saturn. Роль диктора CNN выполняет Ван Эрл Райт.

## Игровой процесс
Есть более чем 700 игроков главной лиги, включенных со своей собственной статистикой и моргнув позиций (50 из которых включены). Каждая команда играет на своем собственном стадионе, оказавшись после своего реального аналога.
В сезоне, который является полным сезоном бейсбола, игроки могут играть в него с аркадной настройкой или могут быть генеральным менеджером выбранной команды. Будучи генеральным менеджером, игроки должны будут фактически управлять командой. Игроки должны выбирать составные части и поворот качки, заменять колотит и бегунов, торговых игроков и т. Д. Это также позволяет игрокам создавать свою собственную команду мечты с участием своих любимых игроков. Игроки могут сыграть короткий или продолжительный сезон или выбрать аркадный режим быстрой игры против компьютера или друга.

## Разработка
Анимации игроков были созданы с использованием нового вида анимации под названием Real Motion Control, который включал захват движения. Игровой дизайнер Сэм Плэйер объяснил концепцию, лежащую в основе этого процесса: "Причина, по которой анимация, зачастую, выглядит дёрганной, заключается в том, что машины не могут хранить все фреймы, необходимые для полной анимации, и в конечном итоге они показывают каждый пятый кадр или около того. Что мы делаем, создаем многоугольные модели, разбиваем каждую модель на суставы, а затем следуем кривой каждого сустава в движении. Затем мы сохраняем эти кривые вместо каждого отдельного кадра анимации ".

## Восприятие
| Сводный рейтинг         | Сводный рейтинг       |
| Агрегатор               | Оценка                |
| ----------------------- | --------------------- |
| GameRankings            | 74 % (PS) 78 % (SS)   |
| Иноязычные издания      |                       |
| Издание                 | Оценка                |
| AllGame                 | [ 1 ]                 |
| GamePro                 | (PS) · (SS)           |
| GameRevolution          | B+                    |
| GameSpot                | 7,6/10 (PS) 7/10 (SS) |
| The Electric Playground | 6/10                  |

Игра получила положительные отзывы от критиков. GameSpot похвалили реализм и голос Ван Эрла Райта, но критиковали отсутствие команд и логотипов бейсбольной лиги, чтобы игроки могли заняться полем в четырёх «мнимых» баллах и что ему не хватало звездного, домашнего бега и Плей-офф. Редакция Game Revolution похвалила «выдающуюся» 3D-игру, реальные позиции и качели, «отличные» звуковые эффекты и комментарии, конкурентный геймплей и настоящие команды, которые могут быть обновлены через торги.